# علوية زهرا (اسماعيلية)
علوية زهرا (بالفارسية: علویه‌زهرا) هي قرية وتقع في إيران في قسم إسماعيلية الريفي.